# Nicola Luisotti

Maestro Nicola Luisotti em 2011

Nicola Luisotti (Viareggio, 26 de novembro de 1961) é um maestro italiano, foi apontado como diretor musical da Ópera de São Francisco efetivo para começar o mandato na temporada 2009/10 e serve como maestro convidado principal da Orquestra Sinfônica de Tóquio.

## Primeiros anos
Luisotti começou estudar música ainda criança, com aulas no órgão da igreja. Aos onze anos ele foi o diretor do coro da orquestra. Mais tarde estudou piano, juntamente com composição, trompete e voz. Após completar seus estudos formais, ele trabalhou entre Milão (onde era pianista nos ensaios do Teatro alla Scala) e Florença, onde ele foi membro do coro do Maggio Musicale Fiorentino. Subsequentemente, ele foi assistente de alguns maestros, como Lorin Maazel e Riccardo Muti no La Scala.

## Carreira profissional

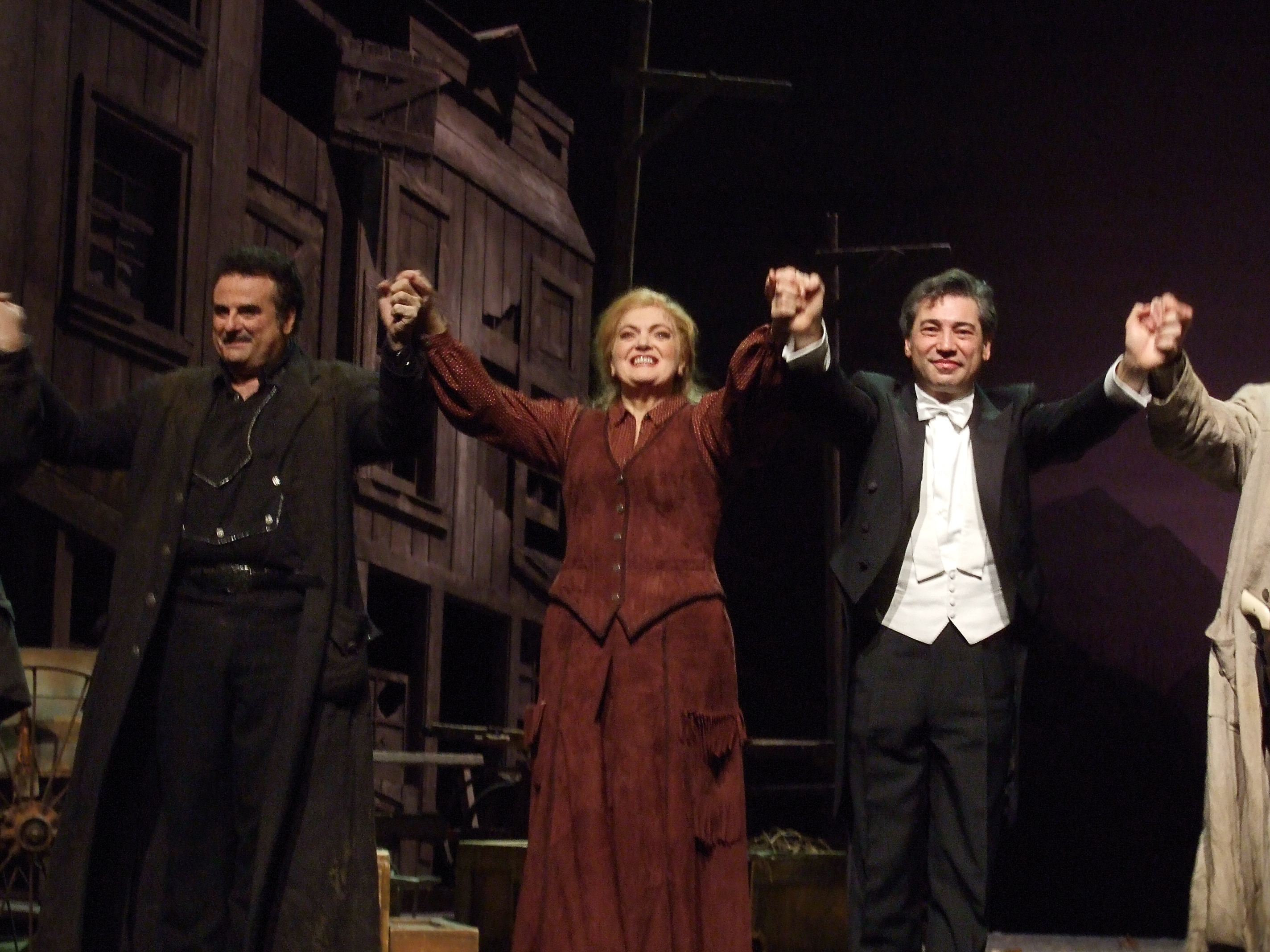
Marcello Giordani (Dick Johnson), Elisabete Matos (Minnie), Nicola Luisotti (maestro) Ópera de Puccini La fanciulla del West, Metropolitan Opera 22 de dezembro de 2010 Transmissão ao vivo pela Sirius e XM Metropolitan Opera Radio Estreia da Metropolitan Opera para Elisabete Matos

Luisotti fez sua estreia internacional em 2002 com a nova produção de Il Trovatore de Giuseppe Verdi, no Teatro Estatal de Stuttgart, foi muito elogiado e semanas depois foi-lhe endereçado um convite para fazer a estreia na Ópera de Paris. Outros convites vieram da Companhia Nacional de Ópera do Canadá (Un Ballo in Maschera em 2003), Teatro Carlo Felice de Genova (Il Viaggio a Remins em 2003 e Simon Boccanegra em 2004) e da Ópera do Estado Bávaro em Munique (Tosca em 2004). Luisotti conduziu nas maiores casas de ópera do mundo, entre elas estão o Royal Opera House, Covent Garden, o Metropolitan Opera House, Ópera de Frankfurt, Teatro La Fenice, Ópera Estatal de Viena, Teatro Real de Madrid, Ópera de Los Angeles e Ópera de Seattle. Ele fez sua estreia no Japão com uma produção de Tosca no Suntory Hall e sua relação com orquestras de Zagreb, Sófia, Gênova, Turim, com a Orquestra Philharmonia, Orquestra Sinfônica NHK, Orquestra Sinfônica da Rádio Bávara, Filarmônica de Berlim, Orquestra Sinfônica de São Francisco e a Orquestra de Santa Cecília, só aumentou.
A discografia do maestro inclui a gravação de Stiffelio, com Anna Netrebko e Rolando Villazón e um DVD de La Bohème, gravada no Met, com Angela Gheorghiu e Ramón Vargas.
Luisotti regeu a nova produção de Attila no La Scala e o aniversário de 100 performances da ópera La Fanciulla del West no Met. No cenário de concertos, Luisotti conduz frequentemente a Orquestra Sinfônica de Atlanta, a Orquestra Alter Oper de Frankfurt, a Orquestra da Rádio de Hessischer, a Orquestra de Santa Cecília, a Orquestra Sinfônica Galicia e a Filarmônica della Scala.

## Ópera de São Francisco
Luisotti fez sua estreia na Ópera de São Francisco em 2005, conduzindo La Forza del Destino de Giuseppe Verdi.  Em 2007 foi anunciado que ele seria o novo diretor musical da companhia, sendo o terceiro diretor da companhia, sucedendo John Pritchard e Donald Runnicles.
Luisotti voltou para a companhia em 2008 para dirigir La Bohème. Na sua primeira temporada, dirigiu Il Trovatore, Salomé e Otello (em 2009) e La Fanciulla del West no verão de 2010.